# سید محمود حسینی دولت‌آبادی
سید محمود حسینی دولت‌آبادی (زادهٔ ۱۳۴۰ در دولت‌آباد) نمایندهٔ حوزهٔ انتخابیهٔ برخوار، شاهین‌شهر و میمه در دورهٔ هفتم مجلس شورای اسلامی بوده‌است. وی پس از آن نیز در دورهٔ هشتم نیز عضو این مجلس بود. او همچنین در انتخابات دوره دهم مجلس، وارد رقابت انتخاباتی شد اما موفق به کسب آرای لازم نگردید
وی پیش‌تر در دورهٔ دوم نیز عضو این مجلس بود.